# Reggie Mixes In

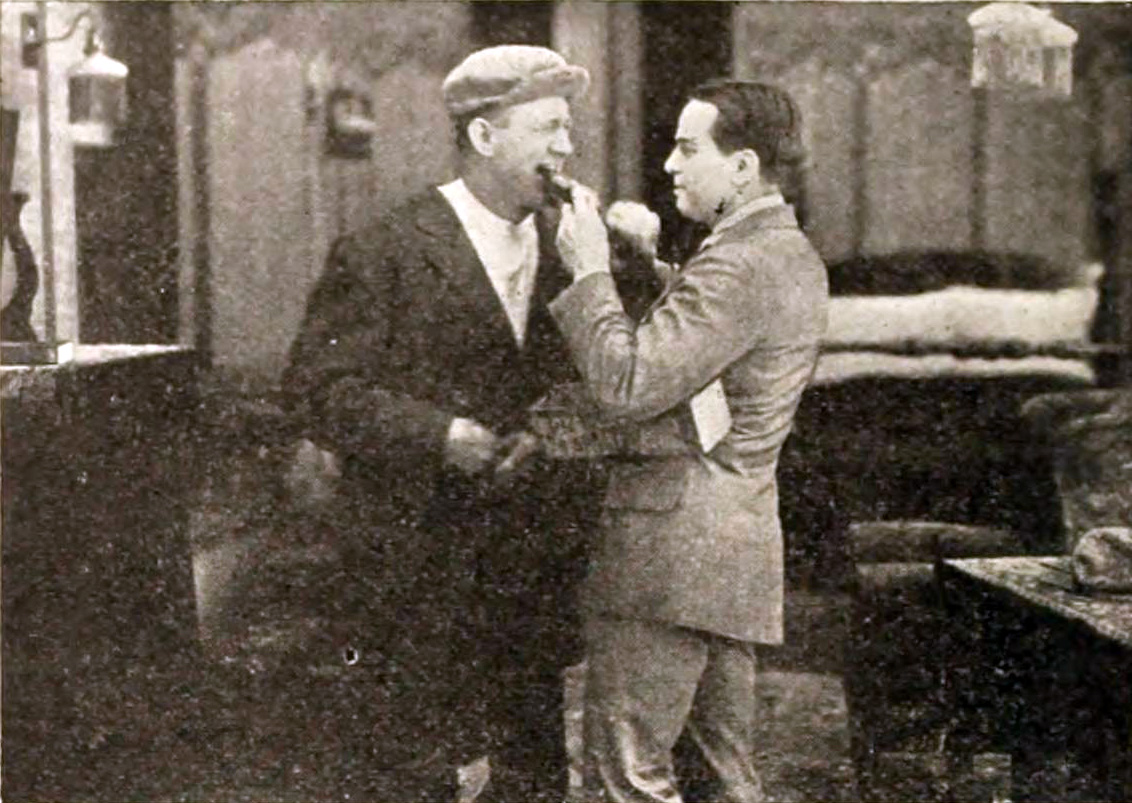
Fotograma de la pel·lícula aparegut a la revista The Moving Picture World

Reggie Mixes In és una pel·lícula muda dirigida per Christy Cabanne i protagonitzada per Douglas Fairbanks i Bessie Love. Basada en un guió de Roy Somerville, es va estrenar l'onze de juny de 1916.

## Argument
Acabat de tornar de la universitat, el ric Reggie Van Deuzen retorna un nen perdut a casa seva i coneix a Agnes, una noia innocent que ha estat contractada com a ballarina al saló de Gallagher. Reggie es posa roba de treballador i segueix Agnes fins al Gallagher's, on és contractat com a porter. Reggie protegeix Agnes de l'assetjament dels clients del saló i acaba provocant la ira de Tony Bernard, l'encarregat que intenta matar-lo. En fracassar desafia a una lluita cos a cos amb Agnes com a premi. Reggie guanya i elabora un pla per introduir Agnes a la l'alta societat, després del qual revela la seva veritable identitat. Els dos reafirmen el seu amor.

## Repartiment
- Douglas Fairbanks (Reggie Van Deuzen)
- Bessie Love (Agnes Shannon)
- Joseph Singleton (Old Pickleface)
- Alma Rubens (Lemona Reighley)
- William Lowery (Tony Bernard)
- Wilbur Higby (Gallagher)
- Allan Sears (Sylvester Ringrose)
- Lillian Langdon (tieta Susan)
- Alberta Lee (mare d'Agnes)
- Tom Wilson (porter)